# Miklós Istvánffy
Baronul Miklós Istvánffy de Baranyavár et Kisasszonyfalva (în latină Nicolaus Istuanfius; n. 8 decembrie 1538, Kisasszonyfa, Districtul Sellye, Țările Coroanei Sfântului Ștefan, Ungaria – d. 1 aprilie 1615, Comuna Vinica, Varaždin, cantonul Varaždin, Croația) a fost un politician, istoric umanist și poet maghiar, care a servit ca guvernator palatin al Ungariei (în maghiară nádori helytartó) din 19 ianuarie 1582 până în august 1608.
Este adesea numit „Titus Livius al Ungariei” datorită activității istoriografice și pentru că a studiat la Padova, locul de naștere al marelui istoric roman (numit pe atunci Patavium).

## Viața
El a fost al doilea fiu al lui Pál Istvánfi ("fiul lui István"), comite (comes) al comitatului Baranya și membru al Consiliului Regal. Mama lui a fost a doua soție a tatălui său, Hedvig Gyulay. Unul dintre frații lui, István (d. 1585) a deținut funcția de vicecomite (vicecomes) al comitatului Veszprém. Familia a trebuit să părăsească Baranya când otomanii au invadat și au ocupat Pécs-ul în 1543 (armatele creștine au reușit să recupereze orașul doar în 1686). Istvánffy l-a servit pe arhiepiscopul Pál Várdai în Nagyszombat (azi Trnava, Slovacia). 
După moartea lui Várdai (1549) s-a bucurat de protecția lui Nicolaus Olahus. A studiat la Universitatea din Bologna și la Universitatea din Padova după 1551. La Padova a învățat filologia latină de la savantul umanist János Zsámboky.
Istvánffy s-a întors acasă în 1556 și, probabil, a devenit un soldat în trupele lui Nikola Šubić Zrinski (în maghiară Zrínyi Miklós), eroul Bătăliei de la Szigetvár. Între 1558 și 1559 a funcționat ca secretar al lui Olahus, care a servit în calitate de Cancelar al Ungariei din 1543. Istvánffy a devenit un oficial al Cancelariei după 1559. Olahus a fost numit guvernator regal al Ungariei în 1562.
El a încercat să dobândească noi moșii și terenuri în locul fostelor sale posesiuni, dar nu a reușit. În 1576, a fost sol la Pașa de la Budin Eyalet pentru a se întoarce la castele ocupate în timp de pace, fără succes. El a fost un Sfetnic Regal în anul 1578. După moartea lui Imre Czobor, a fost numit guvernator palatin (sau vicepalatin) de către regele Rudolf pe 24 iunie 1581, cu toate acestea, Dieta Ungariei a aprobat numirea numai în luna ianuarie 1582. Istvánffy a fost responsabil pentru afaceri judiciare. El a fost numit castelan al castelului Sopron în 1585. A servit ca reprezentant, împreună cu Péter Heresiniczy, episcop de Győr și cancelar al Ungariei, Regatul Poloniei pentru eliberarea arhiducelui Maximilian, între decembrie 1588 și martie 1589.
În timpul Războiului de cincisprezece ani, el a fost autorizat în mod ilegal pentru a recupera taxa de război în Slavonia. A participat la Bătălia de la Pákozd pe 3 noiembrie 1593, și la Asediul de la Petrinja în vara anului 1595. El a fost unul dintre cei trei delegați ai lui Rudolf care au preluat controlul Transilvaniei de la principele Sigismund Báthory în 1598. De asemenea, a fost prezent la Asediul orașului Nagykanizsa (1600), când orașul a căzut în mâinile lui Tiryaki Hasan Pașa și a devenit capitala nou-înființatei Kanije Eyalet. Un an mai târziu, armata creștină a încercat să recupereze orașul, dar a suferit o grea și decisivă înfrângere.
Istvánffy a servit ca Portar (în maghiară főajtónállómester, în latină magister janitorum) de la 1599 până la moartea sa. În 1603 a elaborat hotărârea sub care luteranul István Illésházy fost ilegal condamnat la moarte și confiscarea averii. Ca urmare, el a atras ura aristocraților protestanți. În 1605, a fost unul dintre membrii delegației de Habsburg a fost responsabilă pentru încetarea contractului de cooperare între Ahmed I și Ștefan Bocskay. El a fost unul dintre semnatarii Păcii de la Zsitvatorok (1606), care s-a încheiat Războiul de cincisprezece ani. În 1608, Pálffy István și Istvánffy Miklós au călătorit în Hainburg pentru a-l invita pe arhiducele Matthias înaintea Dietei Ungariei. În timpul acesta a suferit un accident vascular cerebral și brațul drept i-a paralizat.
El a fost unul dintre cei patru candidați pentru funcția de Vicerege în același an, dar a fost învins de fostul său adversar István Illésházy. A suferit un accident vascular cerebral din nou și s-a retras din viața publică. A murit în 1615 și a fost îngropat în Vinica.

## Căsătorie
Istvánffy s-a căsătorit în 1569 cu Erzsébet Both de Bajna, fiica lui György Both de Bajna și a Borbálei Hásshágy. Au avut patru copii:
- Éva, căsătorită cu Ivan Drašković, ban al Croației (1550-1613)
- Orsolya, căsătorită cu János Dóczy de Lipcse
- Katalin, căsătorită cu György Keglevich de Buzin
- Pál (d. martie 1581)